# Christine Gossé
Christine Gossé (ur. 26 października 1964 w Offenburgu) – francuska wioślarka, brązowa medalistka olimpijska z Atlanty.
Brała udział w czterech igrzyskach (IO 84, IO 88, IO 92, IO 96). W 1996 zajęła trzecie miejsce w dwójce bez sternika (wspólnie z Hélène Cortin). Dwa razy była złotą medalistką mistrzostw świata, zwyciężając w dwójce bez sternika w 1993 i 1994. W 1995 zajęła w tej konkurencji trzecie miejsce.